# Favela
Favela er på portugisisk betegnelsen for beboede landområder, hvorpå der er opført bebyggelse, der ikke formelt er tilladt af landets myndigheder. På dansk benyttes om bebyggelserne ofte negativt ladede ord som eksempelvis slum eller fattigkvarter, og på engelsk shantytown, ghetto osv. eller mere neutrale betegnelser som squatter community om de brasilianske favelaer. I Brasilien er begrebet 'favela' imidlertid enhver bebyggelse af et vist omfang, hvor beboerne ikke har officielle skøder på ejerskabet til ejendommen, og således ikke udelukkende bebyggelser, der har meget lav standard..